# Raión de Yújnov
El raión de Yújnov (ruso: Ю́хновский райо́н) es un distrito administrativo y municipal (raión) ruso perteneciente a la óblast de Kaluga. Se ubica en el noroeste de la óblast. Su capital es Yújnov.
En 2021, el raión tenía una población de 12 912 habitantes.
El raión es limítrofe al noroeste con la óblast de Smolensk.
Antes de la creación de la actual óblast de Kaluga en 1944, el raión de Yújnov formaba parte de la óblast de Smolensk.

## Subdivisiones
Comprende la ciudad de Yújnov (la capital), que forma un ayuntamiento urbano sin pedanías, y 136 localidades rurales. Estas últimas se agrupan en los siguientes trece asentamientos rurales:
- Aldea Beliáyevo
- Aldea Yemelyánovka
- Pueblo Klímov Zavod
- Aldea Kolyjmánovo
- Aldea Kúrkino
- Aldea Ózero
- Aldea Plóskoye
- Aldea Pogorélovka
- Aldea Poroslitsy
- Aldea Ryliaki
- Aldea Upriamovo
- Aldea Chemodanovo
- Pueblo Shchelkánovo